# Krwawy ring (film 2008)
Krwawy ring (tytuł oryg. Ring of Death) – amerykański film fabularny, zrealizowany na potrzeby telewizji w 2008 roku. W głównej roli Burke’a Wyatta obsadzono aktora charakterystycznego Johnny’ego Messnera.
W Polsce premierę odnotował również na ekranie telewizji – stacja TVP2 wyemitowała film późnym wieczorem 29 listopada 2009 roku. Kolejnej emisji podjęła się TVP1 dnia 17 grudnia 2010, a także stacja TV Puls.

## Obsada
- Johnny Messner jako Burke Wyatt
- Stacy Keach jako Warden Golan
- Charlotte Ross jako Mary
- Michael McGrady jako Colson
- Derek Webster jako Steve James
- Grant Sulivan jako O’Reilly
- Frank Sivero jako Micelli
- Sam McMurray jako Wheaton
- Lester Speight jako prezydent
- Jonathan Chase jako Lancer
- Lexi Baxter jako modelka
- Uriah Shelton jako Tommy

i inni

## Fabuła
Były agent FBI Burke Wyatt (Messner), zwolniony ze służby w agencji państwowej za stosowanie brutalnych metod, jest obecnie rozwodnikiem i przykładnym ojcem kilkulatka. Pracuje jako kierowca ciężarówek. Do byłego funkcjonariusza zgłasza się jego były partner, Steve James, który zleca mu zadanie specjalne – pod utajnioną tożsamością ma on spędzić kilka tygodni w więzieniu o podwyższonym rygorze Cainesville State Prison, w którym doszło do kilku tajemniczych zgonów skazańców. Po zakończeniu misji ponownie będzie mógł wstąpić w szeregi FBI.
Więzieniem rządzą brutalne zasady, do których skazańcy muszą się przystosowywać – już pierwszej nocy ginie jednej z więźniów. Wyatt odkrywa, że naczelnik Warden Golan (Keach) założył nielegalny ring, na którym na śmierć i życie walczą więźniowie dla rozrywki satelitowych widzów. Gdy tożsamość Wyatta zostaje odkryta, zostaje on najpierw poddany długim torturom, a następnie zmuszony do walki z jednym z więziennych mistrzów nietypowego sportu.